# Mausoleo verde
Il Mausoleo verde (in turco Yeşil Türbe) è il mausoleo (Türbe) dove giace il quinto sultano ottomano, Mehmed I, a Bursa, in Turchia. Fu costruito dal figlio e successore di Mehmed, Murad II, dopo la morte del sovrano nel 1421. L'architetto Hacı İvaz Pascià progettò la tomba e la Moschea Verde (Yeşil Camii) di fronte ad essa.

## Architettura
Situato tra i cipressi in cima alla collina nel quartiere di Yeşil a Bursa, il mausoleo è più alto del resto del Külliye. È costruito su una pianta esagonale e coronato da una cupola emisferica. L'esterno del mausoleo è rivestito con le piastrelle verdi-blu che gli danno il nome. La maggior parte delle piastrelle sono state sostituite da piastrelle contemporanee di Kütahya in seguito ai danni subiti nel terremoto di Bursa del 1855. Il portale d'ingresso è coronato da una volta a semi-cupola con nicchie di muqarnas sopra a sedute di marmo su entrambi i lati dell'ingresso. Piastrelle di İznik con motivi floreali in blu, bianco e giallo adornano il portale.
All'interno, oltre le porte di legno intagliato, il catafalco reale si trova su una piattaforma al centro circondato da altre sette tombe che appartengono ai figli del sultano Mustafa, Mahmud e Yusuf, alle sue figlie Selçuk, Ayşe e   Sitti e alla sua Daye (balia). È riccamente decorato con scritture e disegni floreali dipinti in piastrelle smaltate gialle, bianche e blu. La sezione inferiore delle pareti è rivestita di piastrelle blu-verdi, usate anche nei timpani delle finestre all'interno. Anche la nicchia a muqarnas del mihrab sulla parete della qibla è incastonata in una grande cornice di piastrelle ornamentali: il mosaico di piastrelle all'interno della nicchia raffigura un giardino di rose, garofani e giacinti. Il lampadario e le finestre di vetro colorato sono aggiunte successive.

## Galleria d'immagini

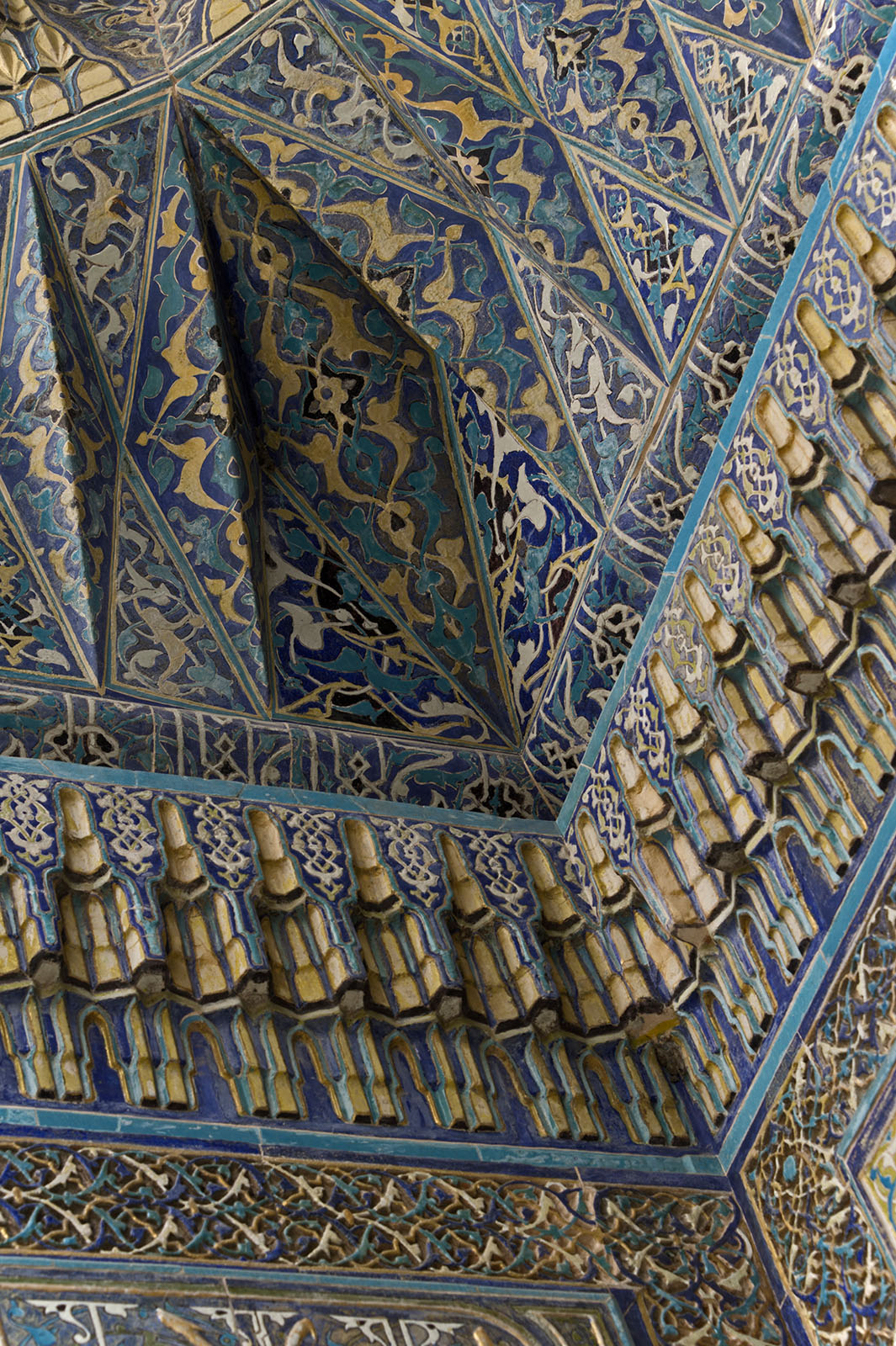
Decorazione sopra l'ingresso.
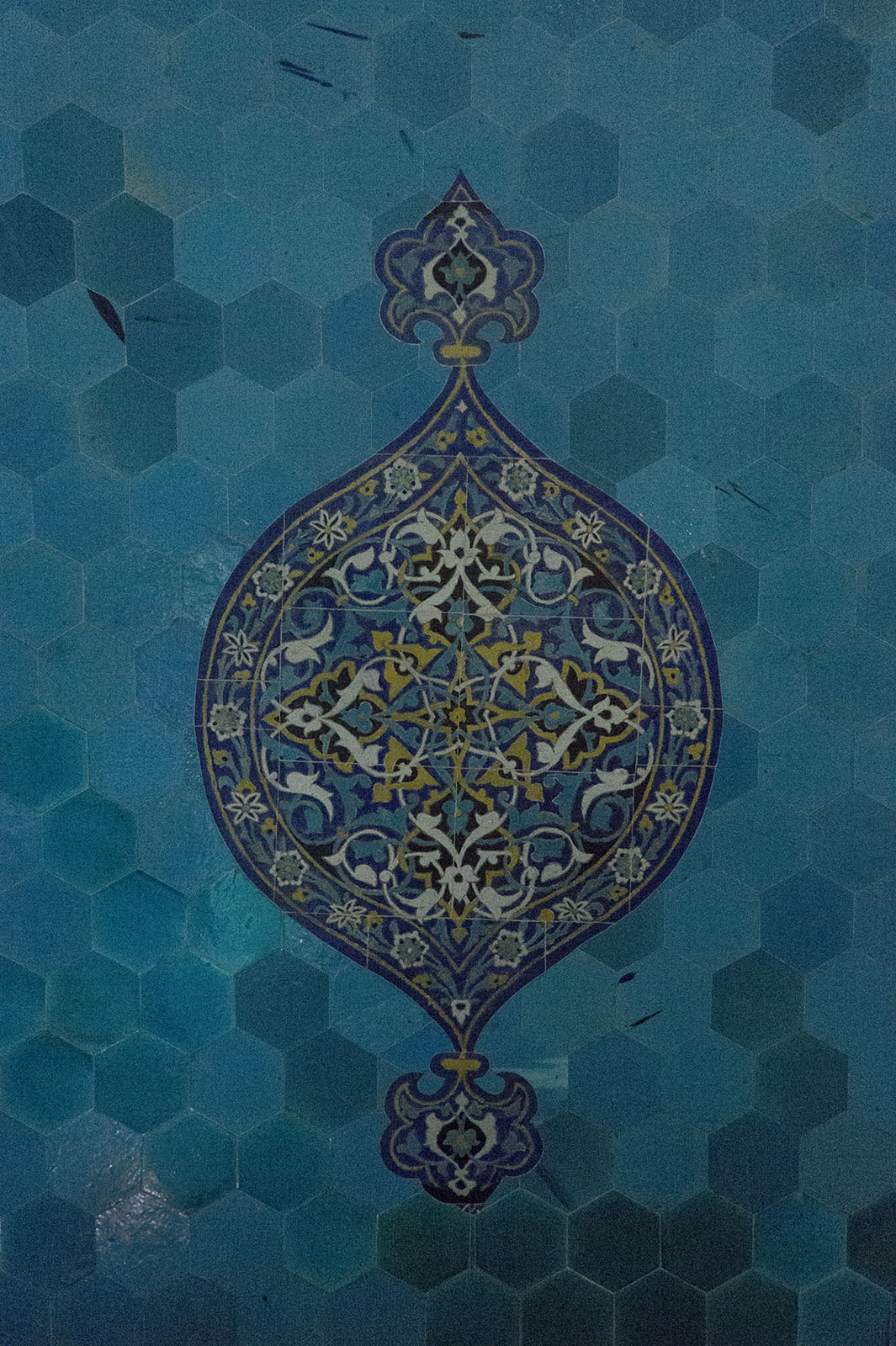
Decorazione sulla parete.
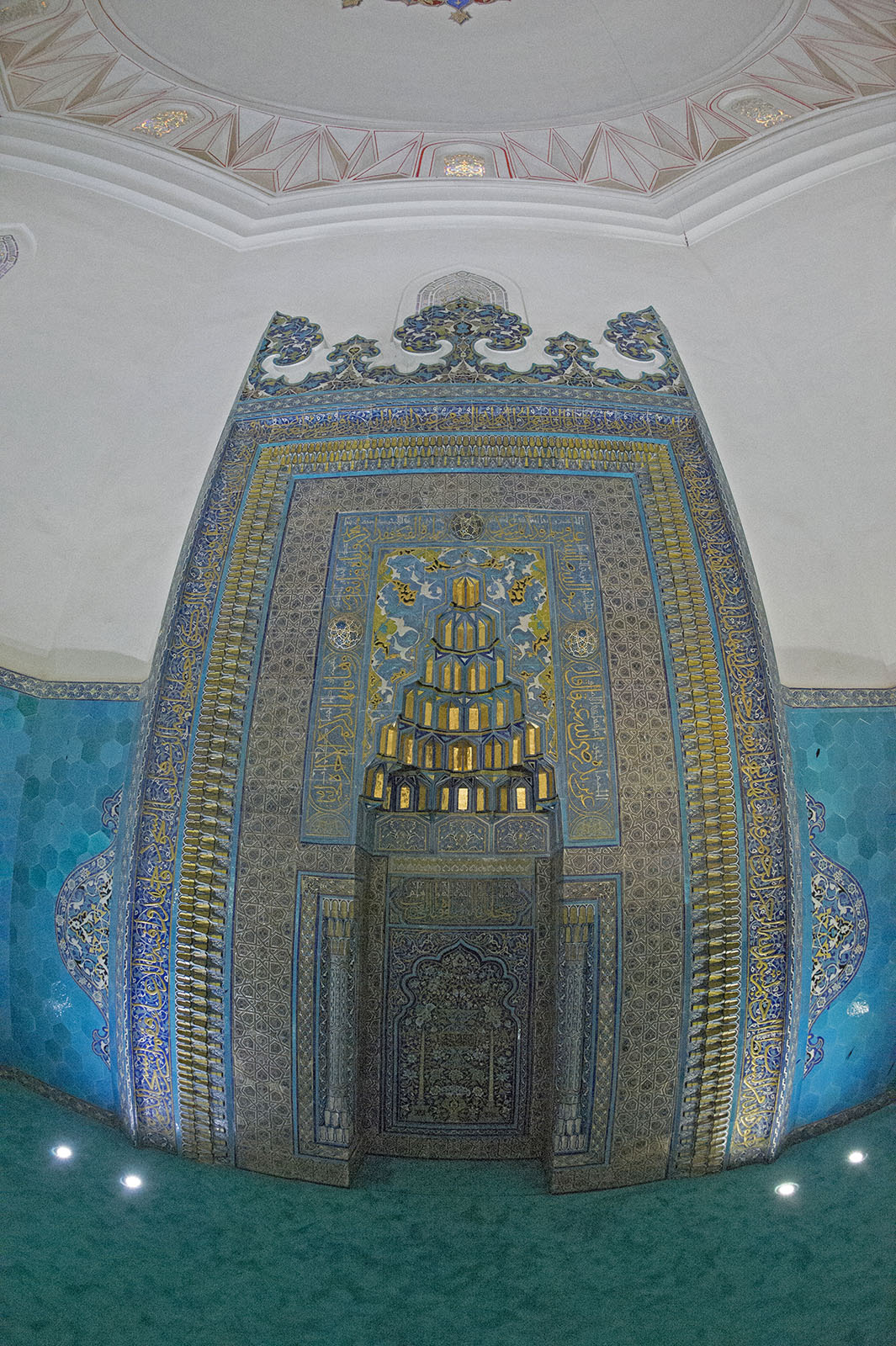
Mihrab e parte della cupola.
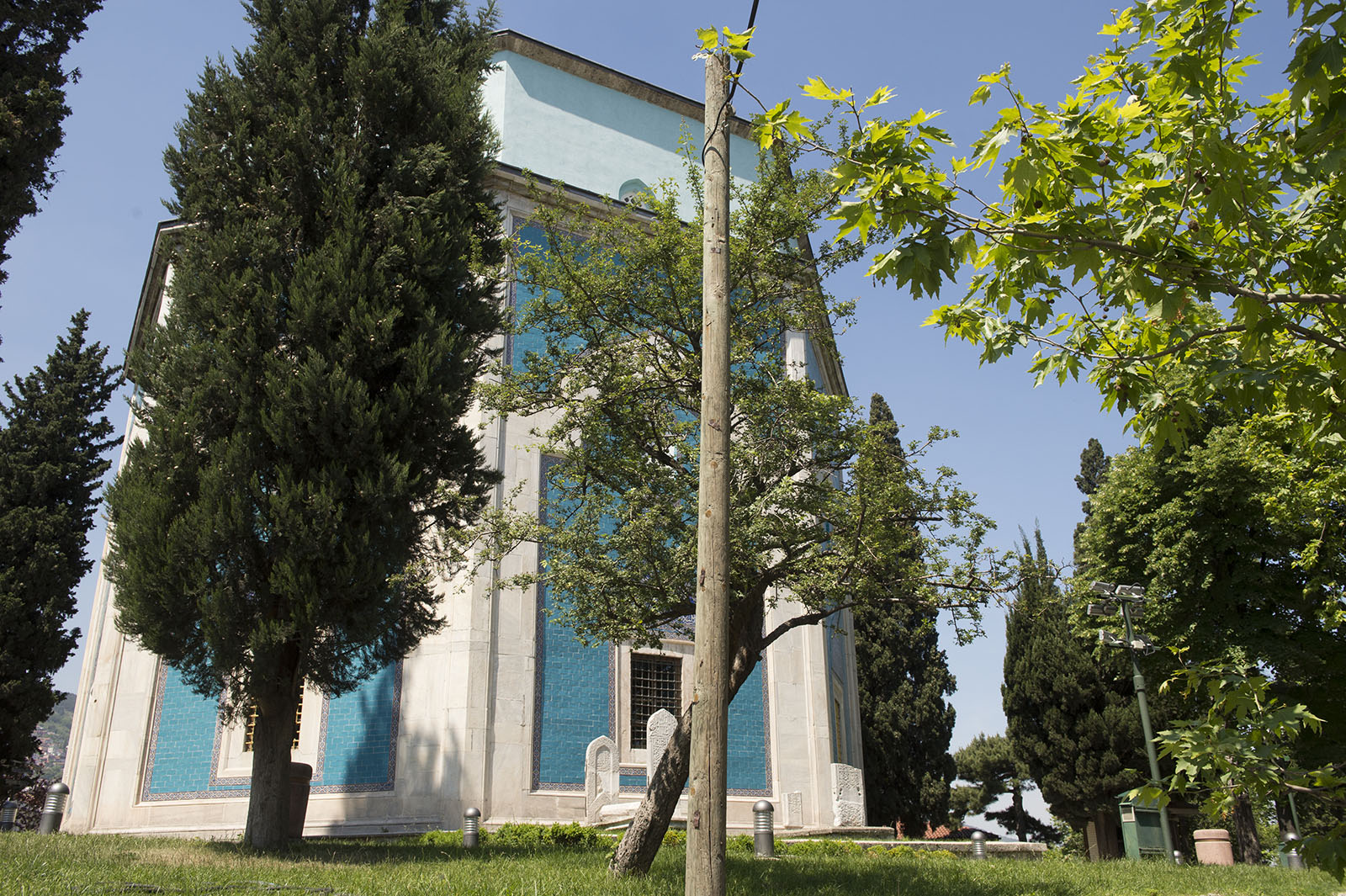
Tomba verde dall'esterno.
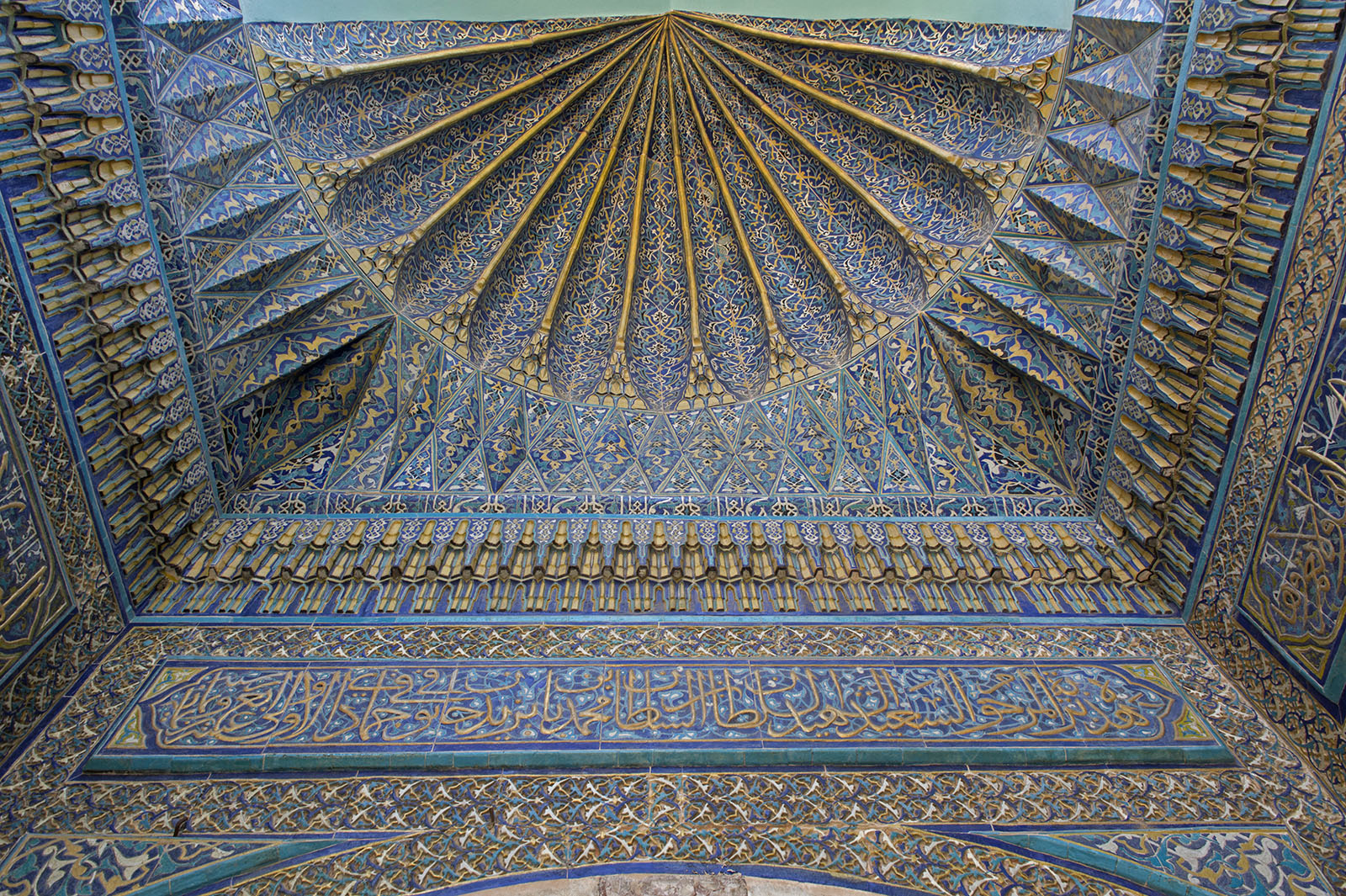
Sopra l'entrata della tomba
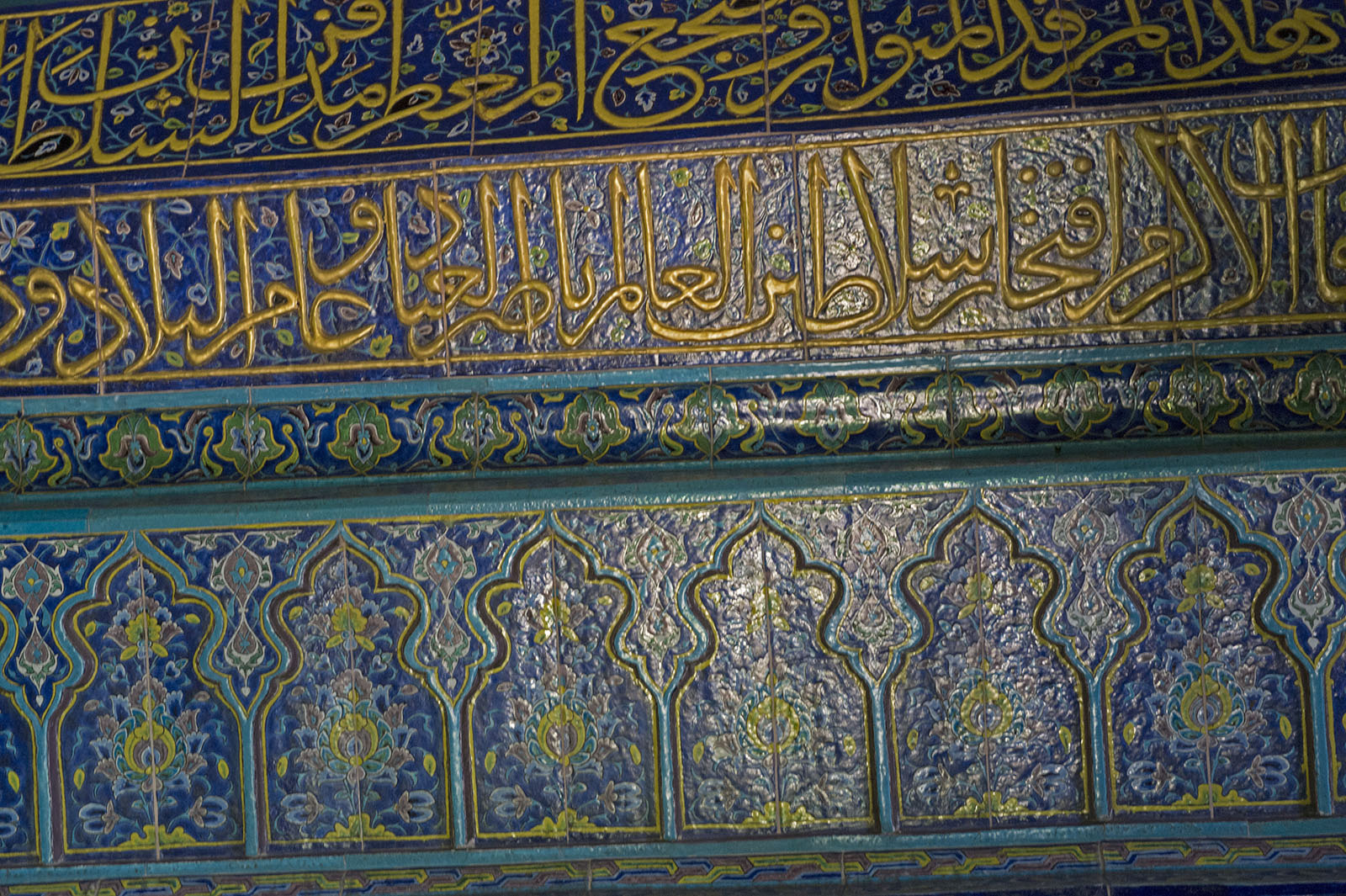
Tomba di Mehmet I
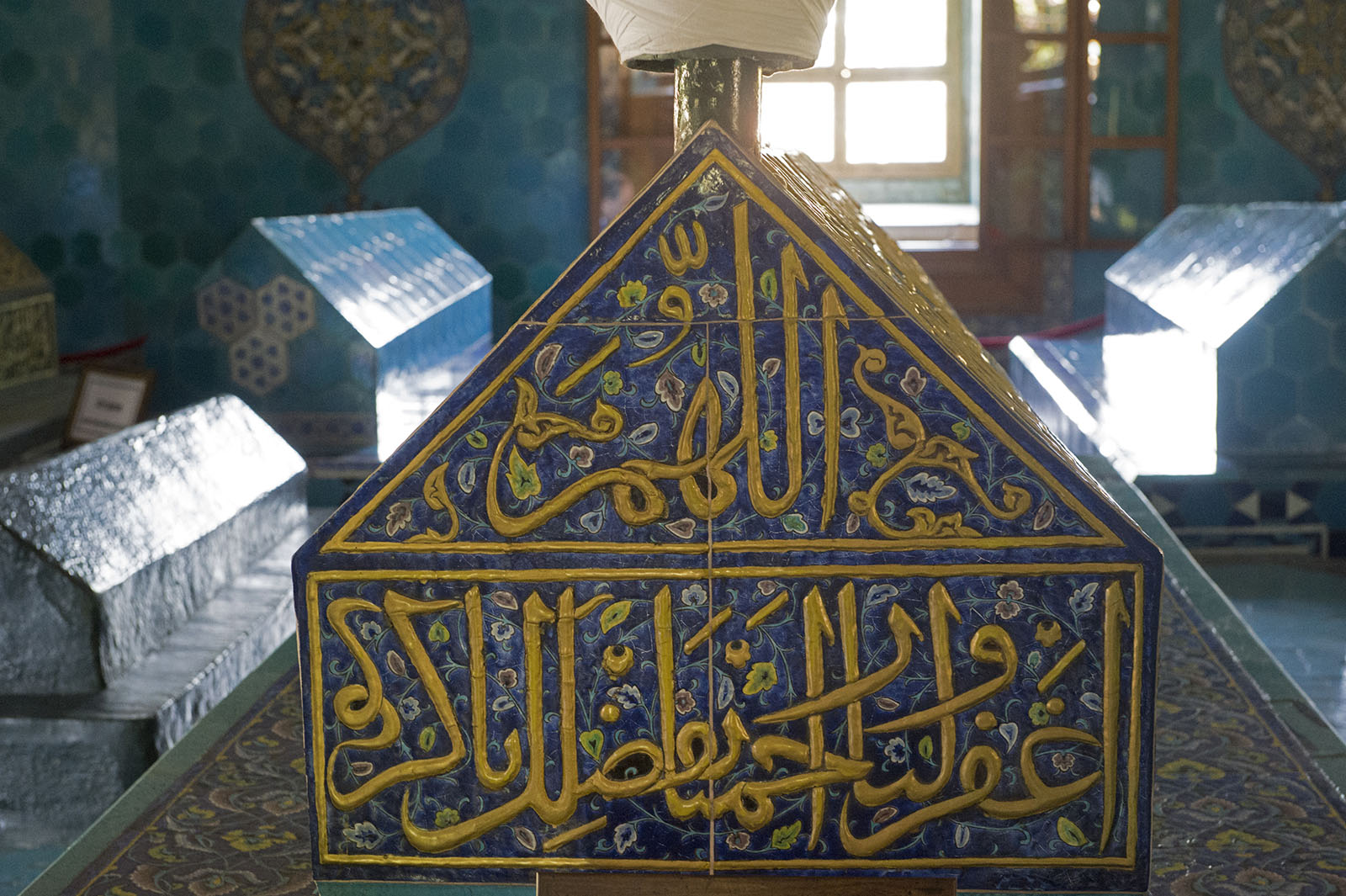
Lato superiore della tomba di Mehmet I
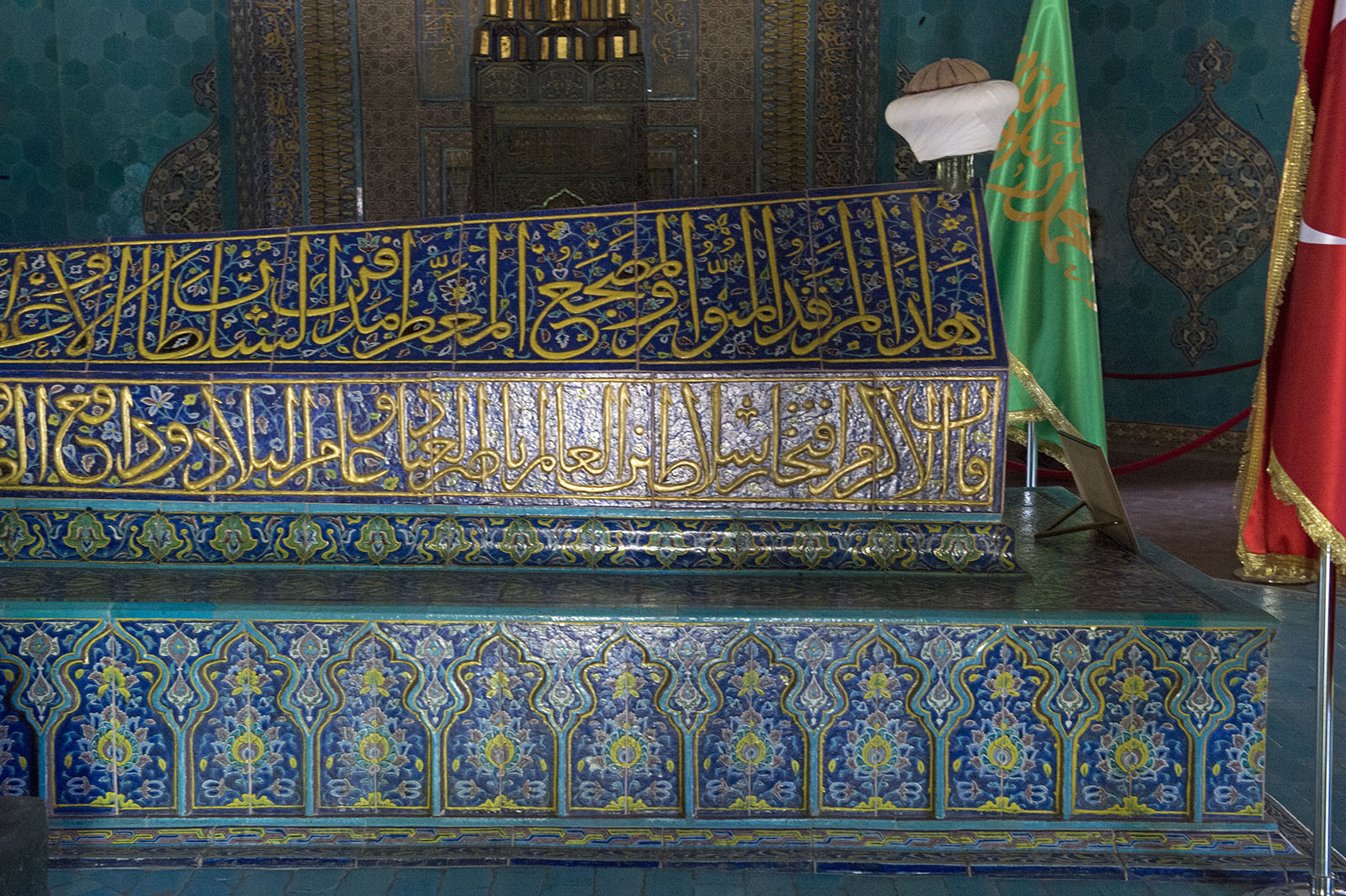
Tomba di Mehmet I nel Mausoleo Verde
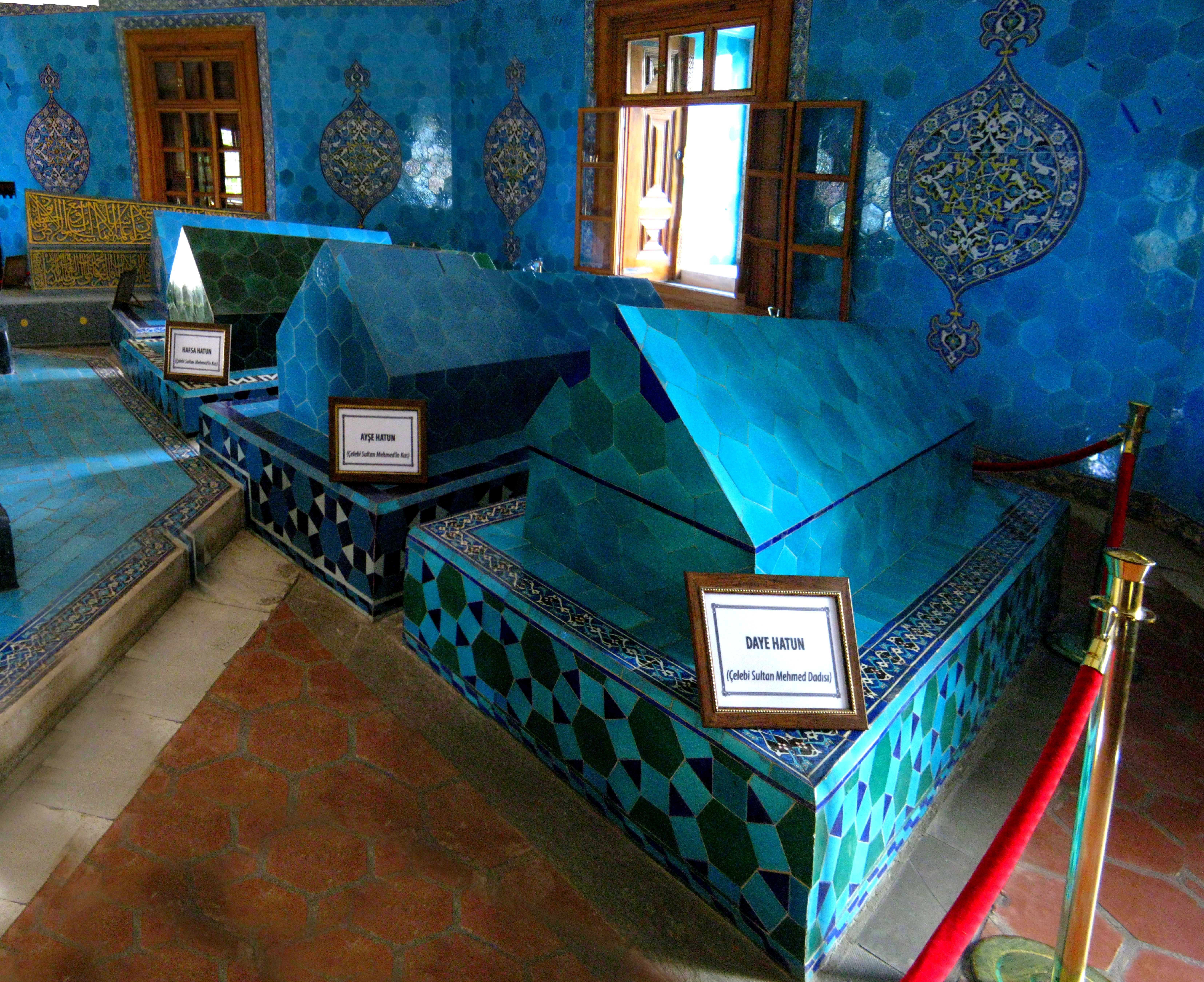
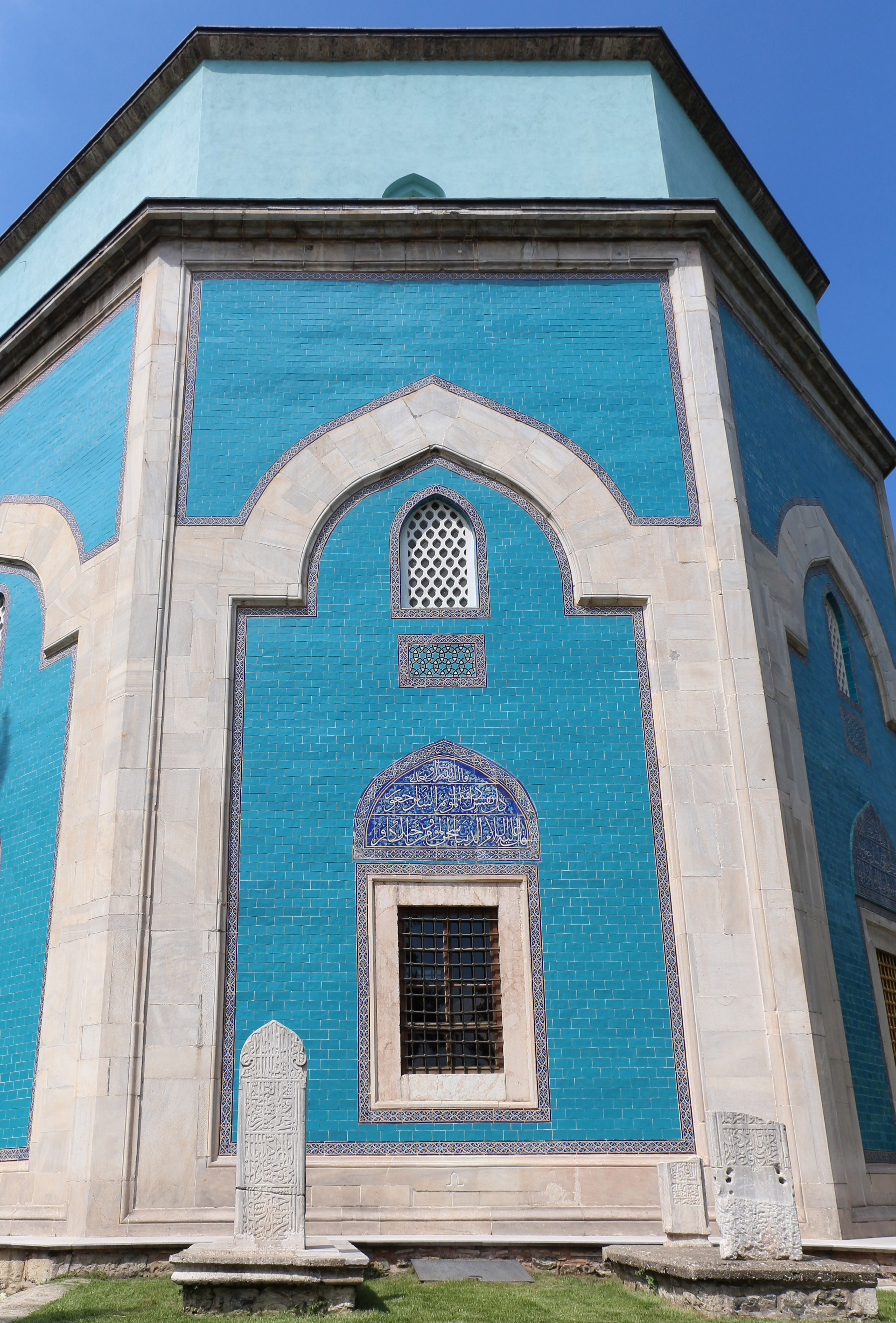
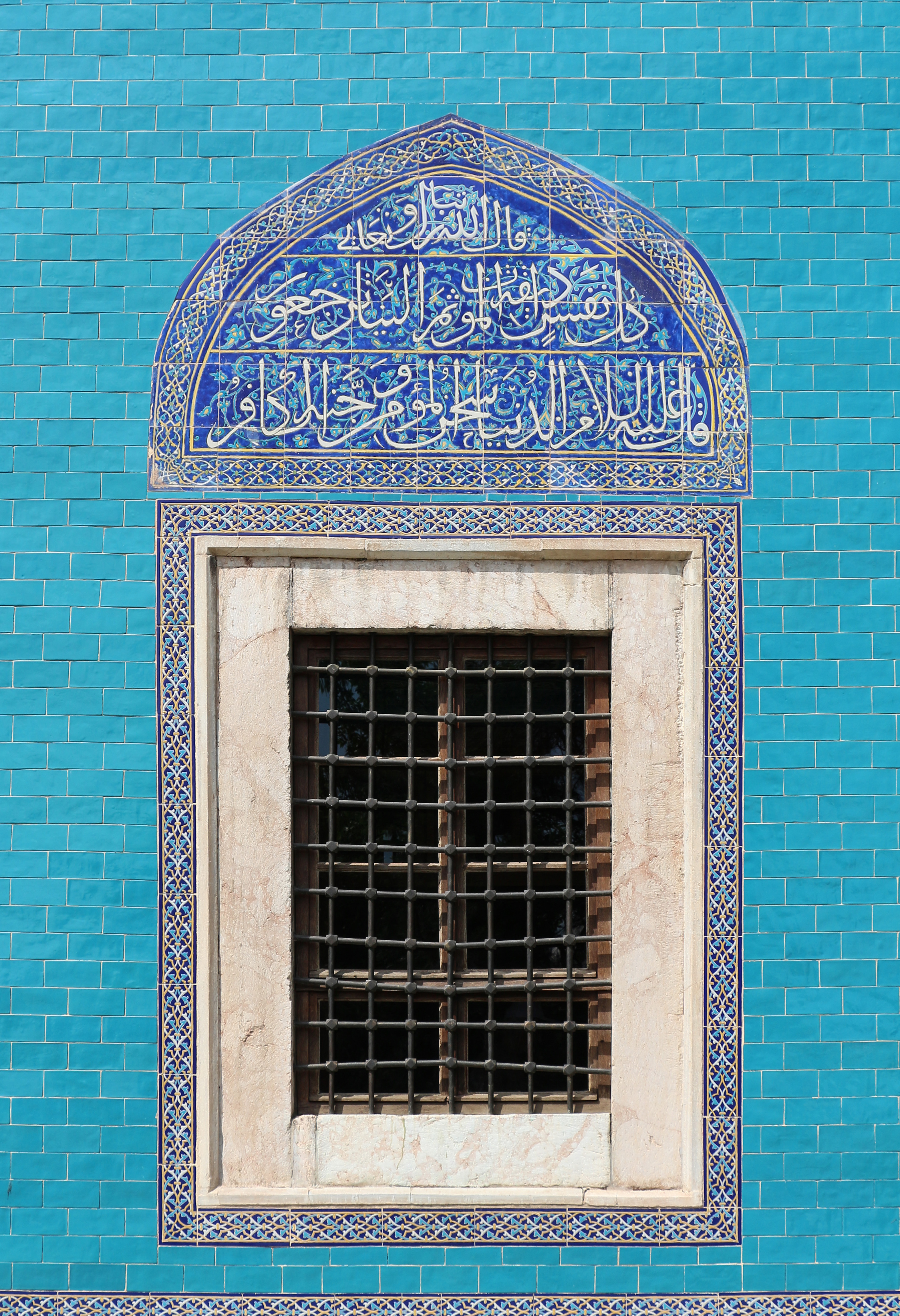
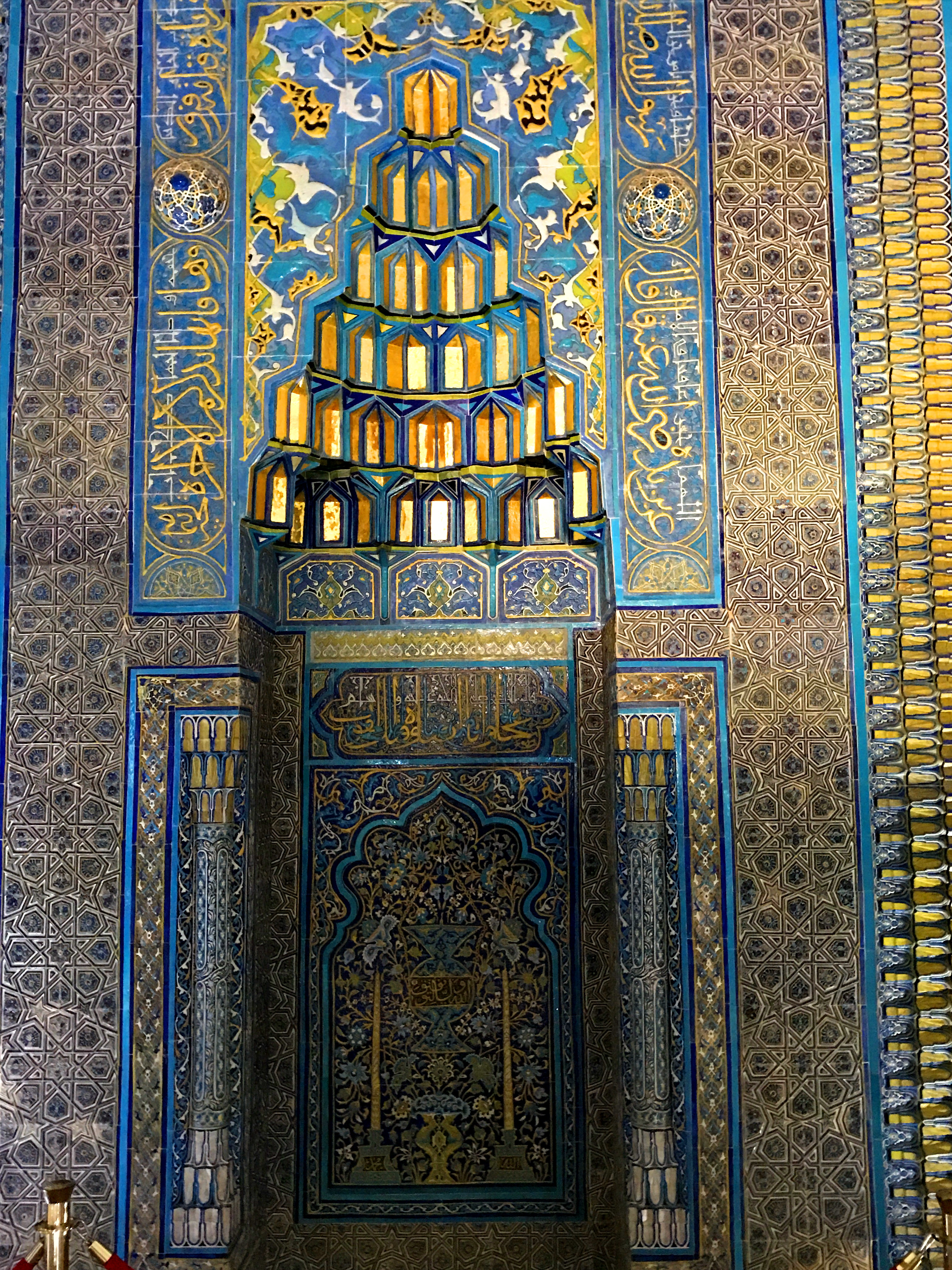
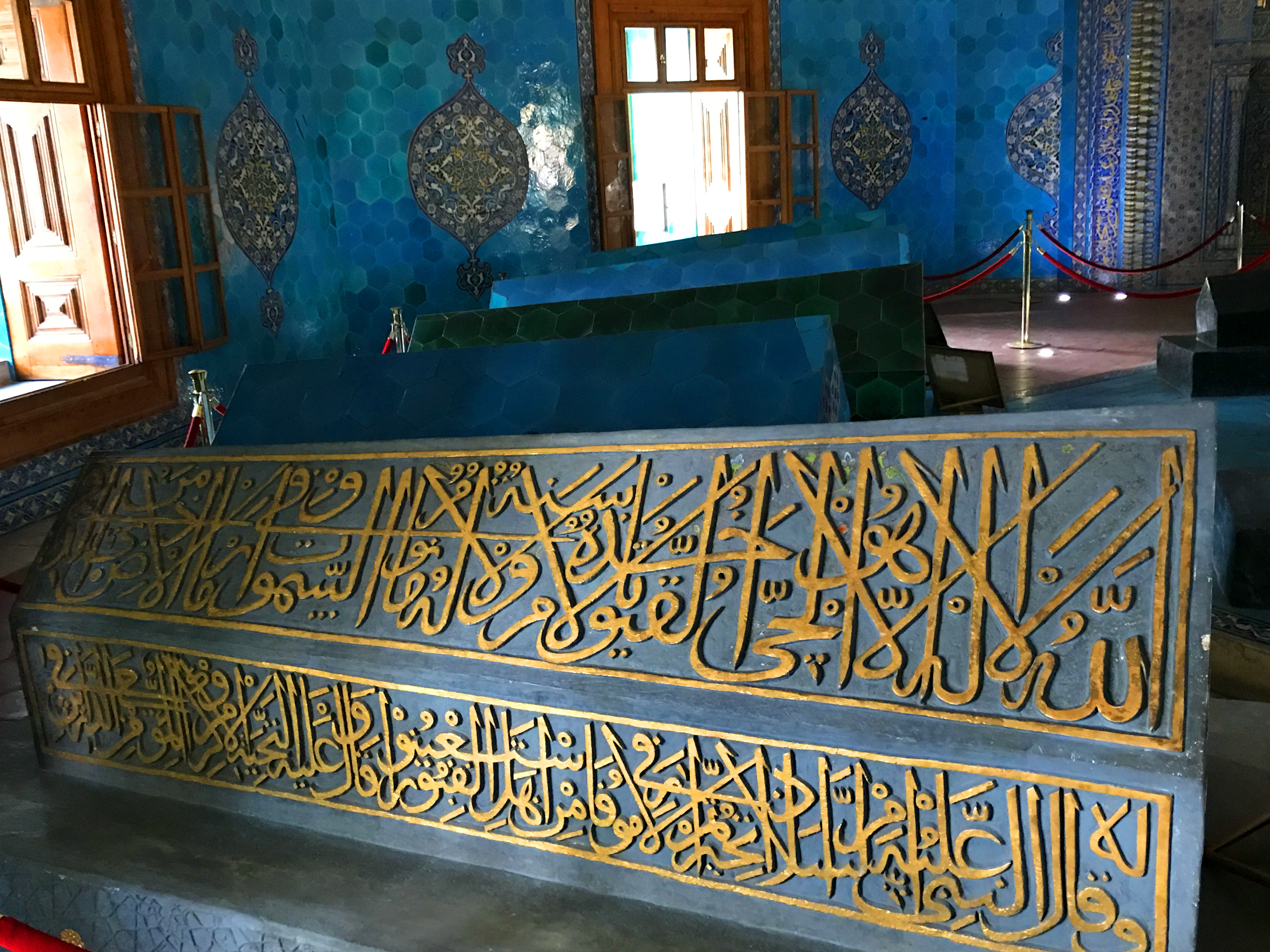